# Hoplathemistus
Hoplathemistus is een kevergeslacht uit de familie van de boktorren (Cerambycidae). De wetenschappelijke naam van het geslacht werd voor het eerst geldig gepubliceerd in 1917 door Aurivillius.

## Soorten
Hoplathemistus omvat de volgende soorten:
- Hoplathemistus albofasciatus (Aurivillius, 1917)
- Hoplathemistus assimilis Breuning, 1938
- Hoplathemistus conifer (Aurivillius, 1917)
- Hoplathemistus discospinosus (Carter, 1933)